# Liesten
Liesten ist eine Ortschaft und ein Ortsteil der Hansestadt Salzwedel im Altmarkkreis Salzwedel in Sachsen-Anhalt.

## Geographie

### Lage
Das altmärkische Reihendorf Liesten liegt rund zwölf Kilometer südöstlich von Salzwedel und etwa fünf Kilometer östlich der Bundesstraße 71 am Benkendorfer Vorfluther (Fließgraben). Zwei Kilometer südlich liegt das kleine Waldstück Brautsteinheide. Nachbarorte sind Klein Gartz, Rademin, Ladekath, Depekolk, Jeggeleben, Büssen, Benkendorf und Königstedt.

### Ortschaftsgliederung

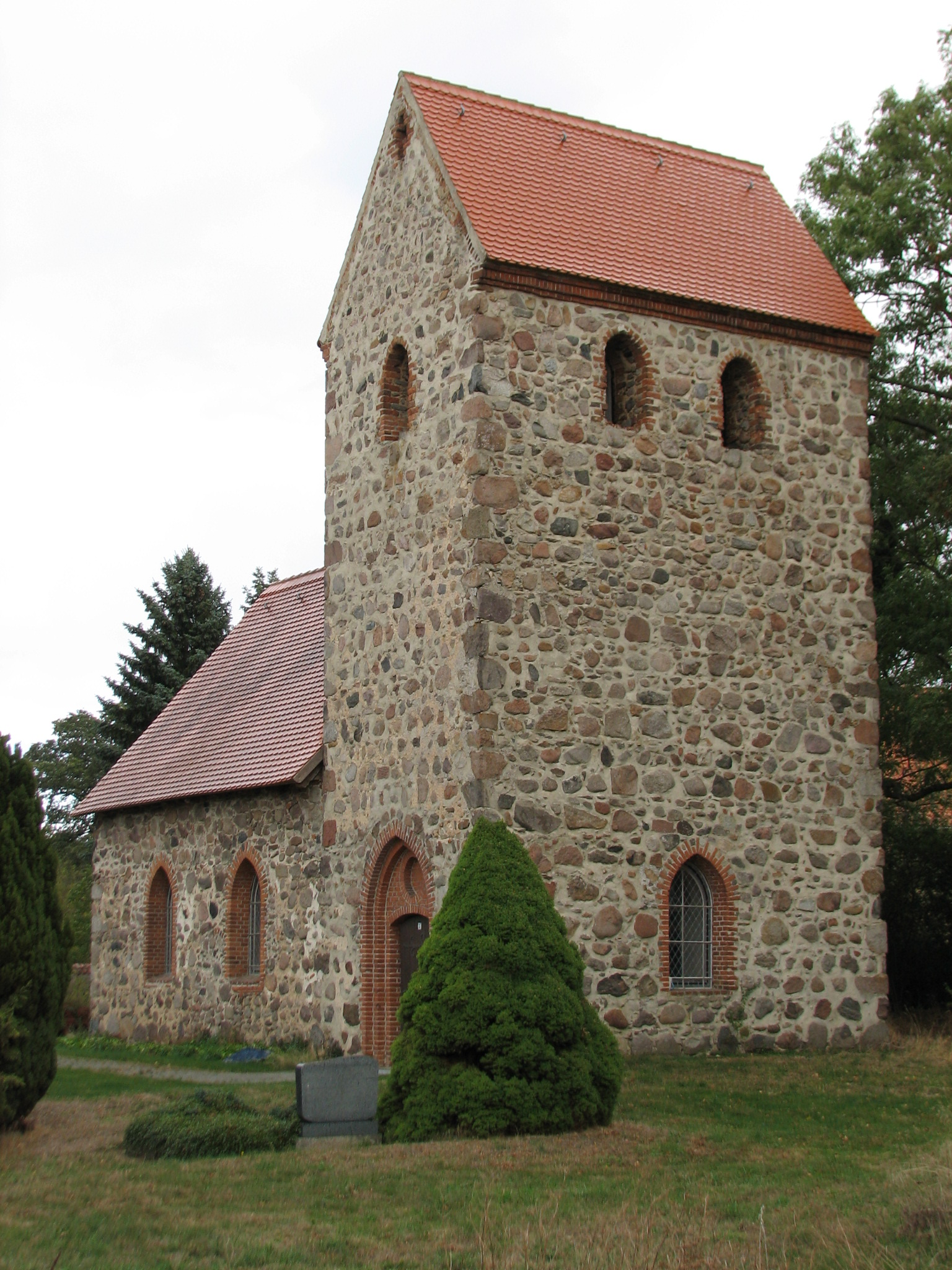
Kirche zu Depekolk

Die Ortschaft Liesten besteht aus den Ortsteilen Liesten und Depekolk.

## Geschichte

### Mittelalter bis Neuzeit
Das Dorf Listen wurde 1312 als villa Lysten erwähnt, als die von Garthow dem Kloster Arendsee Hebungen von 5 Höfen dem Dorf zuwiesen.
Im Landbuch der Mark Brandenburg von 1375 wird der Ort als Listen aufgeführt. Das Kloster Arendsee, die von Wustrow, der Altar der Kirche zu Gartow und andere hatten hier Einkünfte.
Bei der Bodenreform wurden 1945 ermittelt: Eine Besitzung über 100 Hektar, die Besitzung Tegge mit 160 Hektar Land, 29 Besitzungen unter 100 Hektar hatten zusammen 480 Hektar. Die Kirche besaß drei Hektar Land. 1946 wurden 220 Hektar enteignet, davon wurden 160,3 Hektar auf 33 Siedler aufgeteilt. Damit gab es 1948 aus der Bodenreform 42 Erwerber, davon waren 18 Neusiedler. Im Jahre 1954 entstand die erste Landwirtschaftliche Produktionsgenossenschaft vom Typ III, die LPG „Neue Heimat“.

### Vorgeschichte
Wie man auf dem historischen Messtischblatt von 1873 erkennen kann, lagen die Großsteingräber bei Liesten direkt nordöstlich am Dorfrand und weitere Gräber etwa 2 Kilometer südlich nahe der heutigen Brautsteinheide. Sie waren im Zuge der Separation vollständig abgetragen worden.
Über den größten Findling, den Deckstein von Grab 1, wird in der Sage Der Brautstein bei Liesten berichtet. Johann Friedrich Danneil und Alfred Pohlmann übermittelten die Sage. Ein Bauernmädchen aus Zethlingen war, ohne gefragt zu werden, von ihren Eltern einem reichen Bauernsohn zu Liesten zum Weibe versprochen worden. Bei der Abfahrt am väterlichen Hofe erklärte sie, sie wünsche, wenn sie den Kirchturm von Liesten erblicke, mit dem Wagen unterzugehen. Als der Brautwagen an der Grenze von Liesten anhielt, versanken der Brautwagen und dessen Pferd in der Erde, die Braut selbst wurde zum Stein. Am Stein kann man den Abdruck der Wagenkette erkennen, die sich darum geschlungen hatte.

### Eingemeindungen
Ursprünglich gehörte das Dorf zum Arendseeischen Kreis der Mark Brandenburg in der Altmark. Zwischen 1807 und 1813 lag es im Kanton Groß Apenburg auf dem Territorium des napoleonischen Königreichs Westphalen. Ab 1816 gehörte die Gemeinde zum Kreis Salzwedel, dem späteren Landkreis Salzwedel.
Am 20. Juli 1950 wurde die bis dahin eigenständige Gemeinde Depekolk eingegliedert. Am 25. Juli 1952 kam Liesten zum neu errichteten Kreis Salzwedel.
Bis Ende 2009 bildete Liesten mit seinem Ortsteil Depekolk eine eigenständige Gemeinde und war Mitglied der Verwaltungsgemeinschaft Salzwedel-Land.
Durch einen Gebietsänderungsvertrag beschloss der Gemeinderat der Gemeinde Liesten am 6. Februar 2009, dass die Gemeinde Liesten in die Hansestadt Salzwedel eingemeindet wird. Dieser Vertrag wurde vom Landkreis als unterer Kommunalaufsichtsbehörde genehmigt und trat am 1. Januar 2010 in Kraft.
Nach Eingemeindung der bisher selbstständigen Gemeinde Liesten wurden Depekolk und Liesten Ortsteile der Hansestadt Salzwedel. Für die eingemeindete Gemeinde wurde die Ortschaftsverfassung nach den §§ 86 ff. Gemeindeordnung Sachsen-Anhalt eingeführt. Die eingemeindete Gemeinde Liesten und künftigen Ortsteile Depekolk und Liesten wurden zur Ortschaft der aufnehmenden Hansestadt Salzwedel. In der eingemeindeten Gemeinde und nunmehrigen Ortschaft Liesten wurde ein Ortschaftsrat mit fünf Mitgliedern einschließlich Ortsbürgermeister gebildet.

### Einwohnerentwicklung

#### Gemeinde
| Jahr | Einwohner |
| ---- | --------- |
| 1734 | 095       |
| 1774 | 083       |
| 1789 | 073       |
| 1798 | 092       |
| 1801 | 097       |
| 1818 | 081       |
| 1840 | 145       |
| 1864 | 167       |
| 1871 | 171       |
| 1885 | 183       |
| 1892 | [00]182   |

| Jahr | Einwohner |
| ---- | --------- |
| 1895 | 202       |
| 1900 | [00]197   |
| 1905 | 214       |
| 1910 | [00]242   |
| 1925 | 239       |
| 1939 | 234       |
| 1946 | 383       |
| 1964 | 446       |
| 1971 | 478       |
| 1981 | 373       |
| 1985 | [00]334   |

| Jahr | Einwohner |
| ---- | --------- |
| 1990 | [00]295   |
| 1993 | 300       |
| 1995 | [00]309   |
| 1998 | [00]331   |
| 2000 | [00]322   |
| 2002 | [00]327   |
| 2002 | [00]324   |
| 2005 | [00]320   |
| 2006 | [00]306   |
| 2008 | [00]292   |
| 2009 | [00]297   |

Quelle, wenn nicht angegeben, bis 1993:

#### Ortsteil
| Jahr | Einwohner |
| ---- | --------- |
| 2010 | [00]276   |
| 2014 | [00]205   |
| 2015 | [00]219   |
| 2020 | [00]198   |
| 2021 | [00]191   |
| 2022 | [00]200   |
| 2023 | [0]201    |

## Religion
Die evangelische Kirchengemeinde Liesten, die früher zur Pfarrei Jeggeleben gehörte, wird heute betreut vom Pfarrbereich Apenburg im Kirchenkreis Salzwedel im Bischofssprengel Magdeburg der Evangelischen Kirche in Mitteldeutschland.
Die ältesten überlieferten Kirchenbücher für Liesten stammen aus dem Jahre 1830, ältere Einträge sind unter Jeggeleben zu finden.
Die katholischen Christen gehören zur Pfarrei St. Laurentius in Salzwedel im Dekanat Stendal im Bistum Magdeburg.

## Politik

### Ortsbürgermeister
Ulrich Keitel ist seit 2016 Ortsbürgermeister der Ortschaft Liesten.
Letzter ehrenamtlicher Bürgermeister der Gemeinde war Rainer Boesenhagen (CDU). Er war anschließend bis 2016 Ortsbürgermeister.

### Ortschaftsrat
Bei der Ortschaftsratswahl am 9. Juni 2024 errang die „Freie Wählergemeinschaft Liesten“ alle 5 Sitze, genau wie bei der Wahl 2019.
Es wurden nur Männer gewählt. Von 221 Wahlberechtigten hatten 145 ihre Stimme abgegeben, die Wahlbeteiligung betrug damit 65,61 Prozent.

## Kultur und Sehenswürdigkeiten
- Die evangelische Dorfkirche Liesten ist ein in mehreren Phasen errichteter kreuzförmiger Feldsteinbau mit Westquerturm. Der älteste Teil entstand in der ersten Hälfte des 13. Jahrhunderts.[28]
- Der Ortsfriedhof ist auf dem Kirchhof.
- Auf dem Platz vor der Kirche steht ein Denkmal aus aufgetürmten Findlingen für die Gefallenen des Ersten und Zweiten Weltkrieges.[29]

### Waldbad
Der Waldbadverein Liesten e. V. kümmert sich um das aus überwiegend privaten Mitteln im Jahre 1971 errichtete und in den 1990er Jahren sanierte Waldbad. Aufgrund von Schäden an den Fliesen ist es seit dem Juli 2017 geschlossen. Ein Konzept zur Wiedereröffnung wurde im November 2021 vorgestellt.

### Vereine
- Sportverein SV Liesten 22 e. V.
- Schützenverein „Der Freischütz“ Liesten
- Förderverein der Freiwilligen Feuerwehr Liesten e. V.